# چنتریون دوم زاکاریا
چنتریون دوم زاکاریا (انگلیسی: Centurione II Zaccaria؛ م. ۱۴۳۲) 
یکی از اعضای خاندان قدرتمند جنوایی و تاجر پیشهٔ زاکاریا در موریا بود که سال ۱۴۰۴ به دستور پادشاه ناپل به ‌عنوان شاهزاده آخا برگزیده شد. وی آخرین حاکم امپراتوری لاتین بود که تحت حاکمیت امپراتوری بیزانس درنیامده بود.